# Mitten
Als Mitten werden in der Tontechnik Frequenzen im Bereich zwischen etwa 400 und 4000 Hertz bezeichnet, und in der Bildbearbeitung jener Helligkeitsbereich zwischen fast schwarz und fast weiß.

## Tontechnik
Die Mitten umfassen all diejenigen Frequenzen, anhand derer Stimmen, Musikinstrumente und die meisten Naturgeräusche erkennbar und unterscheidbar sind; ihre Deutbarkeit bleibt also auch dann bestehen, wenn Höhen (Brillanz) und Tiefen (Bässe) völlig fehlen.
Der Lautstärkepegel der einzelnen Frequenzbereiche wird bei der Aufnahme und Wiedergabe von Tönen durch Equalizer erreicht. Professionelle Mischpulte u. ä. arbeiten dabei vor allem bei den Mittenfrequenzen mit Parametern (sogenannte "parametrische Mitten"), durch die sich nicht nur die Lautstärke, sondern auch der genaue Frequenzbereich regulieren lässt. "Vollparametrische Mitten" bezeichnet die Funktion Q, mit der die Bandbreite eingestellt wird, d. h., wie "breit" der Equalizer an der gewählten Frequenz die eingestellte Dämpfung oder Verstärkung vornimmt. Da der Mensch mittlere Frequenzen am besten wahrnimmt, werden Bässe und Hochtöne oft mehr verstärkt als die Mitten, um ein optimales Klangbild zu erzielen. Dieses Anheben der Frequenzenden wird im Tontechnikerjargon mit "Badewannenfilter" bezeichnet, weil der eingestellte Frequenzgang mit den hochgezogenen Enden zeichnerisch danach aussieht. Das täuscht manchmal auch "Hi-Fidelity"-Klang vor.

## Bildbearbeitung
In der Bildbearbeitung allgemein, in Bezug auf Kontraste und Helligkeiten, gibt es folgende Dreiteilung: Tiefen, Mitten und Lichter. Während die Tiefen für die dunklen Bildbereiche stehen und die Lichter für die hellen, umfassen die Mitten den Rest dazwischen.